# Massacre de Zhanaozen
O massacre de Zhanaozen ocorreu na região de Mangystau, no oeste do Cazaquistão, entre 16 a 17 de dezembro de 2011. Pelo menos 14 manifestantes foram mortos pela polícia na cidade petrolífera de Zhanaozen enquanto enfrentavam a polícia no dia da independência do país, com os distúrbios espalhando-se para outras cidades nos oblys ricos em petróleo. O massacre foi uma ilustração nítida do fraco histórico de direitos humanos do país sob o presidente Nursultan Nazarbayev. 